# DNS Distributed Nodelist
DNS Distributed Nodelist (DDN) — это способ распространения нодлистовой информации средствами DNS, используемый в любительской компьютерной сети Фидонет.
В FTN-сетях (основанных на стандартах, разработанных в Фидо) используется оригинальная система адресов и множество разных каналов связи. Кроме Интернета, в качестве канала передачи данных в FTN используются или использовались: телефонные каналы связи, пакетная радиосвязь, сети X.25, электронная почта. Потенциально может использоваться любой канал связи.
Для передачи FTN-данных по каналам сети Интернет нужно каким-нибудь образом сопоставить адрес FTN-станции с адресом интернет-хоста, к которому эта станция подключена. Нодлист — это полный список узлов, входящих в состав Фидонет. Нодлист должен предоставлять исчерпывающую информацию о том, как связаться с узлом, другими словами, он должен содержать информацию, которая необходима, чтобы транслировать фидошную адресацию в адресацию транспортной сети.

## Принципы и краткое описание DDN
Актуальная информация о DDN содержится в стандарте FTS-5004 «DNS Distributed Nodelist», первая редакция которого была принята в FTSC 6 января 2013 г. Этот документ основан на предложении FSP-1035, выпущенном в 2008 году.
Если коротко, то, например, адресом узла «2:5020/9999» в DDN «root_domain.» будет «f9999.n5020.z2.root_domain.».
В качестве root domain ранее в Фидо почти повсеместно использовался fidonet.net, но в 2011 году эта доменная зона была потеряна (человек, зарегистрировавший его в 1997 году, ко времени очередного продления регистрации потерял все учётные данные регистратора). Имеющаяся на тот момент спецификация FSP-1035 допускала для каждого сегмента нодлиста флаг IRD, содержащий корневой домен сегмента уровня сети (т. е. для узлов сети либо для независимых узлов региона). Флаг IRD был авторизован Z2C и указывался некоторыми координаторами при оформлении своих сегментов сети. Однако этот флаг не использовался почтовыми программами, кроме того, в это время уже далеко не все сисопы и координаторы были способны быстро реагировать на изменения, многие узлы работали в автопилоте, т. е. без присмотра или с эпизодическим присмотром сисопа. В результате при потере доменной зоны fidonet.net связность сети была частично нарушена, и некоторые связи были восстановлены через неделю и более после "аварии" даже несмотря на то, что в качестве замены был создан домен binkp.net, куда была скопирована вся информация из утерянной fidonet.net. По этой причине флаг IRD не вошёл в стандарт FTS-5004, вся необходимая для связи информация должна содержаться в нодлисте, а DDN не должен содержать никакой отсутствующей в нодлисте информации (по этой причине binkp.net, строго говоря, не является DDN).
Примеры DDN:
1. nodelist.grumbler.org
2. ddn.binkp.net